# Victor-Emanuel Preusker
Victor-Emanuel Preusker, né le 25 février 1913 à Berlin et décédé le 13 mai 1991 à Bonn, est un homme politique ouest-allemand d'idéologie libérale.
Fondateur du Parti libéral-démocrate (FDP), il est nommé en 1953 ministre fédéral du Logement dans la coalition dirigée par Konrad Adenauer. Il rejoint trois ans plus tard le nouveau Parti populaire libéral (FVP), qui s'oppose au rapprochement du FDP avec les sociaux-démocrates et dont il devient le président fédéral. Il quitte le cabinet en 1957, occupant par la suite une vice-présidence du Bundestag entre 1958 et 1960. Il finit par revenir au FDP en 1970, alors que débute la coalition sociale-libérale.

## Éléments personnels

### Formation et carrière
Après avoir passé son Abitur, il suit une formation bancaire puis effectue des études supérieures de sciences économiques et politiques. Il obtient un diplôme d'administration des affaires en 1937 et un doctorat de sciences politiques trois ans plus tard.
Salarié de la Dresdner Bank à Berlin entre 1932 et 1938, il occupe ensuite un poste au sein de la Deutsche Bank, à Vienne, jusqu'en 1940. À partir de là et jusqu'à la fin de la Seconde Guerre mondiale, il sert comme officier dans la Luftwaffe. Après le conflit, il monte une entreprise de menuiserie tout en devenant rédacteur du Deutscher Kurier, le journal du FDP de Hesse.
En 1957, il est recruté par la banque Bankhaus Hardy & Co., dont il est désigné directeur général dès l'année suivante. Il quitte la société en 1962 et fonde en 1963 la banque Preusker & Thelen. Il devient cinq ans plus tard actionnaire de Orbis Bank et revend en 1970 sa participation dans Preusker & Thelen.

### Vie familiale
Il est marié et père de deux enfants, issus de son premier mariage : Angelika et Joachim.

## Parcours politique

### Un fondateur du FDP
Il appartient brièvement aux Schutzstaffel (SS) du Parti national-socialiste des travailleurs allemands (NSDAP) en 1933. Il participe en 1946 à la fondation du Parti libéral-démocrate (FDP), dont il est secrétaire général de la fédération de Hesse de 1947 à 1949. Cette année, il est élu député de Hesse au Bundestag dans la circonscription de Wiesbaden. Il siège, dès 1952, à l'Assemblée commune de la Communauté européenne du charbon et de l'acier.
Victor-Emanuel Preusker est nommé ministre fédéral du Logement dans le deuxième cabinet fédéral du chancelier chrétien-démocrate Konrad Adenauer le 20 octobre 1953.

### La scission
Lorsque le FDP décide de s'allier aux sociaux-démocrates pour gouverner le Land de Rhénanie-du-Nord-Westphalie tout en se retirant du gouvernement fédéral, il fait partie, avec quinze autres députés surnommés le « groupe Euler », des fondateurs du Parti populaire libéral (FVP), dont il est désigné président fédéral. Dès l'année suivante, le FVP fusionne avec le Parti allemand (DP), sous les couleurs duquel il est réélu au Bundestag en Rhénanie-du-Nord-Westphalie. Parallèlement, il devient vice-président fédéral et président du DP de Rhénanie-du-Nord-Westphalie. Il quitte le gouvernement le 29 octobre 1957.

### De parti en parti
Ayant renoncé à ses fonctions internes au Parti allemand après la déroute aux élections de 1958 en Rhénanie-du-Nord-Westphalie, où le parti n'obtient que 1,6 % des suffrages, il est choisi le 23 avril de cette même année comme quatrième vice-président du Bundestag en battant un candidat social-démocrate. Il quitte le DP en 1960, car il refuse la fusion avec le Bloc des réfugiés (GB/BHE), et adhère le 20 septembre à l'Union chrétienne-démocrate d'Allemagne (CDU). Il démissionne le 4 octobre de la vice-présidence du Bundestag, et se retire de la vie politique l'année suivante. En 1970, il retourne au Parti libéral-démocrate, alors que celui-ci gouverne depuis un an avec les sociaux-démocrates au niveau fédéral.